# Tomasz Emil Rudzik
Tomasz Emil Rudzik (* 2. Februar 1979 in Cieszyn, Polen) ist ein deutscher Filmregisseur und Drehbuchautor mit polnischen Wurzeln.

## Leben
Rudzik wuchs als einziger Sohn polnischer Auswanderer in Köln auf. Nach dem Abitur absolvierte er seinen Zivildienst als Hausmeister und DJ in einer Seniorentagesstätte. Von 1999 bis 2001 studierte er an der Humboldt-Universität zu Berlin Kultur- und Theaterwissenschaften und Polonistik, dann ab 2001 an der Hochschule für Fernsehen und Film München Kamera und Regie. Für seinen 2004 gedrehten Kurzfilm Garage Love erhielt er im selben Jahr den Deutschen Wirtschaftsfilmpreis in Gold sowie den BMW Kurzfilm Award. 2009 drehte er seinen Abschlussfilm Desperados on the Block, für den er u. a. für den Max Ophüls Preis nominiert wurde. Als Stipendiat der 22. Drehbuchwerkstatt München entwickelte er das Drehbuch für seinen Debütfilm  Agnieszka, der seine Weltpremiere beim 30. Internationalen Filmfestival Warschau hatte.
Rudzik lebt und arbeitet in München.

## Filmografie
- 2004: Garage Love
- 2008: Desperados on the Block
- 2014: Agnieszka
- 2021: Ein Sommer in Istrien (ZDF-Fernsehfilm)
- 2022: Unterm Apfelbaum – Einsturzgefährdet (ZDF-Fernsehfilm)
- 2022: Unterm Apfelbaum – Panta Rhei – Alles im Fluss (ZDF-Fernsehfilm)
- 2024: Polizeiruf 110: Schweine

## Auszeichnungen
- 2004: BMW Kurzfilm Award für Garage Love
- 2004: Deutscher Wirtschaftsfilmpreis für Garage Love
- 2009: Nachwuchsförderpreis des Fünf Seen Filmfestivals für Desperados on the block
- 2009: Nominierung Max Ophüls Preis für Desperados on the block
- 2009: Nominierung New Directors Award des San Sebastian IFF für Desperados on the block
- 2009: Nominierung First Steps Award für Desperados on the block
- 2011: Nominierung Tankred Dorst-Drehbuchpreis für Agnieszka
- 2015: Bayerischer Filmpreis als bester Nachwuchsregisseur für Agnieszka